# Memorandum
Un memorandum è una forma scritta di comunicazione, spesso impiegata in ambiente lavorativo. Si caratterizza per essere concisa e diretta.
I memorandum si utilizzano anche in diplomazia (i cosiddetti memorandum d'intesa), con lo scopo di riassumere i punti più controversi di una questione e di permettere a ciascuna parte in causa di esprimere la propria opinione sul fatto e formulare le proprie richieste alle controparti.